# WEEKEND FLY TO THE SUN
『WEEKEND FLY TO THE SUN』（ウィークエンド・フライ・トゥ・ザ・サン）は1982年4月5日に発売された角松敏生通算2作目のスタジオ・アルバム。

## 解説
レコーディングはロサンゼルス。アレンジは全曲TOM TOM 84が担当。本作収録の「FRIDAY TO SUNDAY」が2作目のシングルとして、同月25日にリカット・シングルとしてリリースされたが、カップリングの「I'LL CALL YOU」はアルバム未収録。
1〜5曲目は都市生活者（主にOLや会社員）をターゲットとしたアップナンバーやミディアムナンバー、6〜8曲目はバラードナンバーで固定されている。
1〜4曲目迄は前述の都市生活者の平日（1,2曲目が朝から午前中、3曲目が昼間、4曲目が夕方以降）、5曲目は都市生活者の週末をイメージとした楽曲となっている。
「CRESCENT AVENTURE」はバラード・ベスト・アルバム『T's BALLAD』と『EARPLAY 〜REBIRTH 2〜』、「I'LL NEVER LET YOU GO」がベスト・アルバム『1981-1987』、「RUSH HOUR」がリメイク・ベスト・アルバム『REBIRTH 1 〜re-make best〜』に、リテイク・ヴァージョンが収録された。

## アートワーク
アルバムの帯には以下のキャッチコピーが記載されている。
アルバムには、角松自身によるライナーノーツのほか、各楽曲ごとの曲解説が収載されている。その中で6曲目「CRESCENT AVENTURE」は、大ファンだという真野響子がモデルだと記している。

## 収録曲
- 全作詞・作曲：角松敏生、編曲：TOM TOM 84

1. OFFICE LADY  –  (5:13)
2. RUSH HOUR  –  (5:42)
3. BRUNCH  –  (4:32)
4. SPACE SCRAPER  –  (5:23)
5. FRIDAY TO SUNDAY〜PRELUDE  –  (5:00)
6. CRESCENT AVENTURE  –  (6:22)
7. I'LL NEVER LET YOU GO  –  (4:54)
8. 4 A.M.  –  (4:10)

## ミュージシャン
- 角松敏生 ： Vocal, E.Guitar
- JOHN ROBINSON ： Drums
- ABLAHAM LABORIEL ： E.Bass
- LOUIS JOHNSON ： E. Bass
- NAITHAN EAST ： E.Bass
- CARLOS RIOS ： E.Guitar
- AL MACKEY ： E.Guitar
- DEAN GANT ： Keyboards
- DON GRUSIN ： Keyboards, Synth.
- 友成好宏 ： Keyboards
- BRIAN MAN ： Keyboards
- TOM WASHINGTON ： Piano, Percussion
- MAURICE SPEARS ： Trombone
- GEOGE R. BOHANON ： Tenor Sax
- ＜THE PHOENIX HORNS ESQUIRE＞
  - DON MYRICK ： Alto Sax, Tenor Sax
  - LOUIS SATTERFIELD ： Trombone
  - RAHMLEE MICHAEL DAVIS ： Flugel Horn, Trumpet
  - MICHAEL HARRIS ： Flugel Horn, Trumpet
- RAY ARMANDO ： Percussion
- DOROTHY ASHBY ： Harp
- TOMMY MORGAN ： Harmonica
- PHYLLIS ST. JAMES ： Chorus
- MAXI ANDERSON ： Chorus
- LISA ROBERTS ： Chorus
- HAWARD L. SMITH Jr. ： Chorus
- JAMES E. GILSTRAP ： Chorus
- HAWARD C. McCRARY ： Chorus